# Derrame de petróleo en Nieva de 2023
El derrame de petróleo en Santa María de Nieva, Amazonas ocurrió el 18 de enero de 2023 a la altura de las comunidades nativas del pueblos awajún Patsam y Najaím-Paraíso, en el sector Shawit, distrito de Nieva, provincia de Condorcanqui. El hecho fue ocasionado por una fisura en la tubería del Oleoducto Norperuano de Petroperú, a la altura del kilómetro 389 del tramo II de este ducto, que se ubicaba a 3 kilómetros de la zona donde se realizaban los bloqueos de carretera durante la convulsión social del gobierno de Dina Boluarte.
Como consecuencia, unos 3600 barriles de petróleo se vertieron entre el 18 y 27 de enero, el cual se desbordó por la quebrada de Kayamas hasta llegar al río Chiangos, y siguió por el río Nieva hasta el llegar al río Marañón, así lo notificó la Organismo de Evaluación y Fiscalización Ambiental.

## Hechos
El 18 de enero de 2023 se produjo un derrame de alrededor de 3600 barriles de crudo de petróleo en el kilómetro 389 del tramo II del Oleoducto Norperuano, el cual es gestionado por Petroperú S.A. Este incidente tuvo lugar cerca a las comunidades nativas awajún Patsam y Najaím-Paraíso, ubicadas en el distrito de Santa María de Nieva, región Amazonas. 
El día que ocurrió el derrame, más de mil personas de diferentes comunidades nativas de Condorcanqui y Bagua permanecían en la zona de Najaim-Paraíso, en apoyo a las protestas que se realizaban en Perú desde el 7 de diciembre, la cual ha dejado más de 60 muertos. 
Por lo que en un primer momento, la empresa Petroperú S.A. acusó a los manifestantes de haber sido los responsables de la rotura del tubo del ONP. Sin embargo, el Comité de Lucha de Condorcanqui y el Gobierno Territorial Autónomo Awajún (GTAA), aseguraron que fueron terceros quienes provocaron el corte en el ducto, con el objetivo de deslegitimar su protesta contra los abusos a los derechos humanos durante el gobierno de Dina Boluarte.
Debido a este conflicto, la vía que llegaba hasta la zona se mantenía cerrado, por lo que el personal de la OEFA y de Petroperú no lograron llegar hasta la zona para colocar las grapas y detener el fujo del petróleo. Fue el 26 de enero, que tras una asamblea entre representantes de las comunidades nativas, el comité de lucha, autoridades regionales, municipales y representantes de OEFA llegaron a un acuerdo para permitir el ingreso a la zona del derrame.   
El 27 de enero, OEFA informó que el equipo supervisor llegó al punto de emergencia con las autoridades comunales. Durante la supervisión OEFA pudo verificar la instalación de una grapa a cargo del equipo técnico de Petroperú en la falla. También verificó el inicio de acciones de primera respuesta de la empresa, como el control, contención y recuperación del hidrocarburo.

## Repercusiones
El Organismo de Evaluación y Fiscalización Ambiental constató que el petróleo crudo derramado fueron de 3600 barriles (151 200 galones) que se desplazaron aguas abajo del punto del derrame, siguiendo el cauce de agua de la quebrada Cayamas, río Chiangos, río Nieva y el río Marañón, y alcanzó una longitud aproximada de 222 km hasta Saramiriza.  
Según un primer reporte del equipo supervisor del OEFA, se verificó que el derrame de hidrocarburos afectó a los componentes ambientales: suelo, vegetación y agua, llegando a impactar la quebrada Cayamas, río Chiangos y el río Nieva.  
La Red de Salud de Condorcanqui informó que la emergencia ambiental afectó por lo menos a 16 comunidades indígenas, las de Cayamás, Najaín Paraíso, Putuyakat, Putun Entsa, Chorros, Nueva Unidad, Santa Elena, Centro Waisin, Bajo Waisin, Centro Tunduza, Japaime Escuela, Tatse, Shajian Seasmi y Achoaga.
No obstante, la Municipalidad Provincial de Condorcanqui informó que fueron más de 30 comunidades cercanas a la zona de derrame, las que resultaron afectadas por el crudo. Asimismo, el Comité de Lucha de la Provincia de Condorcanqui indicó que las 24 comunidades por donde se desplazó el petróleo no contaban con servicio de agua potable, y que el consumo de agua que tenían era de las quebradas.